# Pallottihaus (Wien)

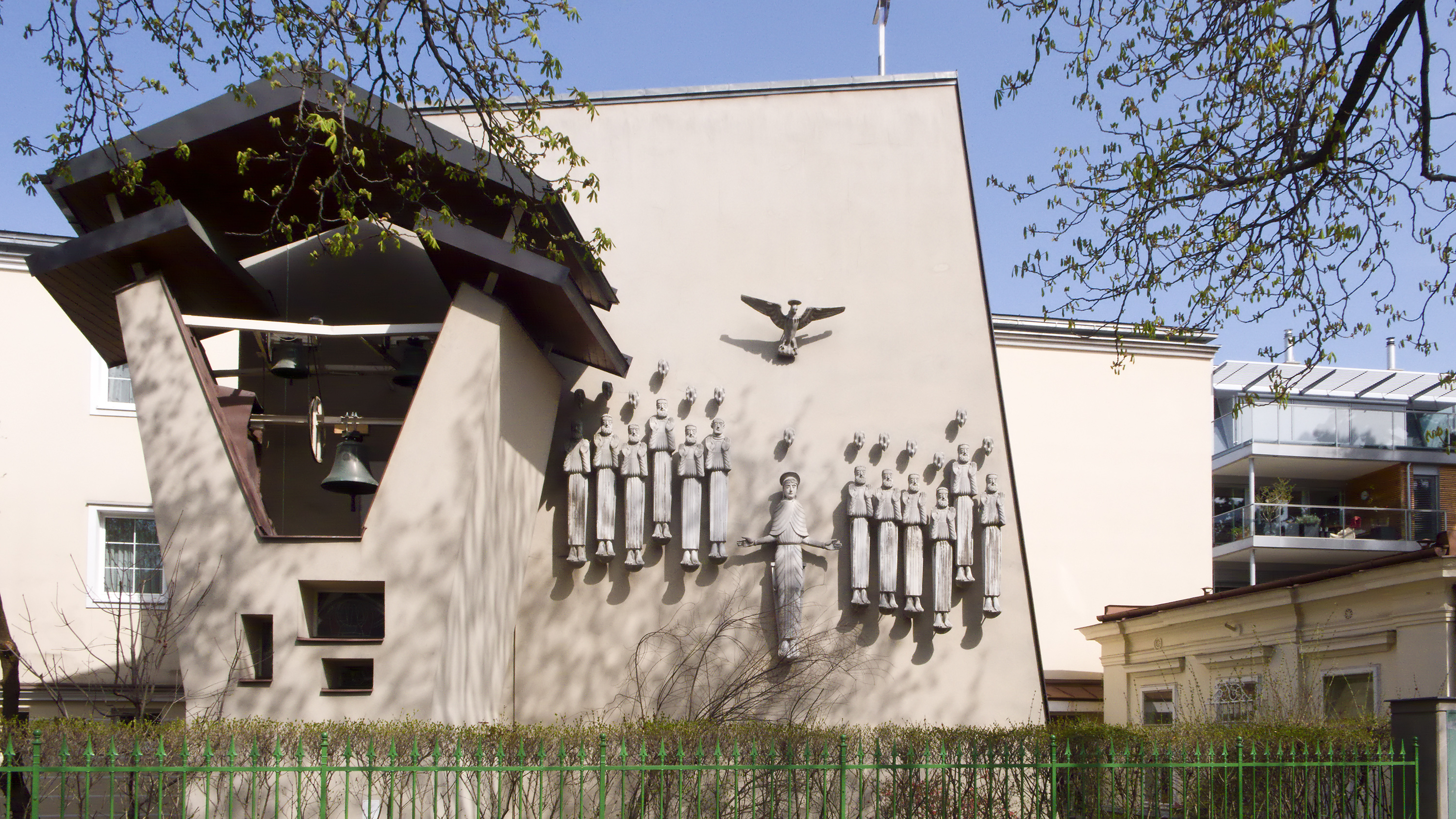
Die Hauptfassade

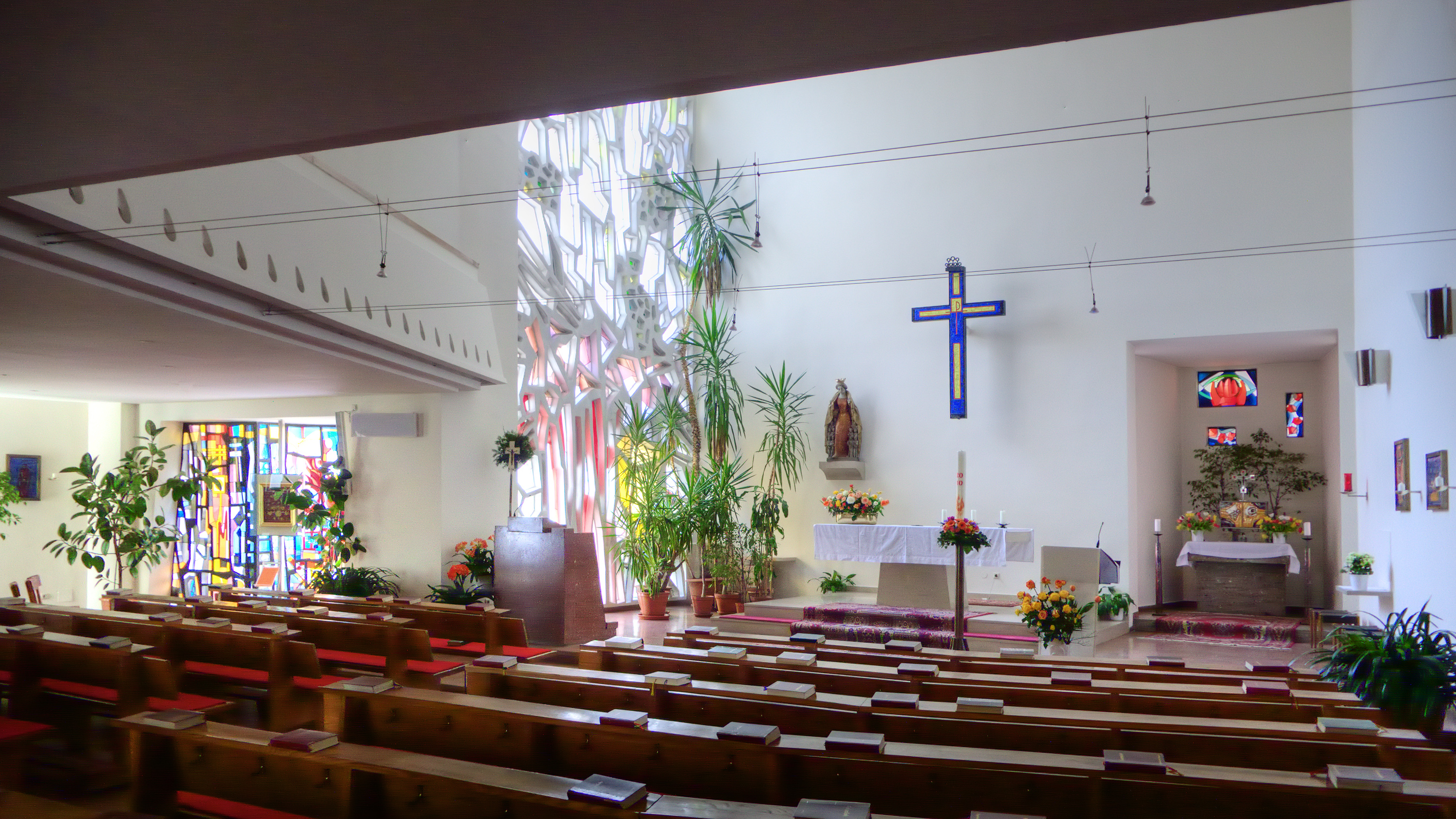
Der Kirchenraum

Das Pallottihaus ist ein römisch-katholisches Bildungshaus mit Kapelle Maria, Königin der Apostel im 13. Wiener Gemeindebezirk Hietzing in der Auhofstraße 10.
Im Jahre 1950 kaufte der Orden der Pallottiner in der Auhofstraße Gebäude an, und in den Jahren 1959 bis 1960 wurde dort nach den Plänen des Architekten Robert Kramreiter ein Bildungshaus mit integrierter Kapelle errichtet. Der Hauptfassade mit einer plastischen Darstellung des Pfingstwunders ist links ein Glockenstuhl mit konstruktiv doppeltem Satteldach vorgestellt. Der Chor der Kapelle wird durch ein großes Betonglasfenster nach einem Entwurf von Kramreiter und Ausführung von Hans Zeiler belichtet. Der Glockenstuhl nimmt im Untergeschoß eine Nebenkapelle des Chores auf. Ein großes Emailkreuz wie auch ein Steinrelief und Holzschnitzerarbeiten sind von Franz Barwig der Jüngere. Die mechanische Schleifladenorgel aus dem Jahre 1983 wurde von der Orgelbaufirma Walcker errichtet und verfügt über 11 Register auf 2 Manualen und Pedal.